# Moorweiher (Oberstdorf)
Der Moorweiher in Oberstdorf im Allgäu befindet sich zwischen dem nördlich liegenden Krappberg und dem südlichen Dienersberg. Zu erreichen ist der Moorweiher entweder von den St. Loretto-Kapellen oder von der Mühlenbrücke über Krappberg aus.  Rund um den Moorweiher führt ein Lehrpfad mit Informationstafeln zu Pflanzen, Tieren und Geologie. In unmittelbarer Nähe befindet sich das Moorbad mit echtem Moorwasser, einem Kneipptretbecken, großer Liegewiese, Kinderbecken und Spielplatz.
Im Winter, bei zugefrorener Wasserfläche, findet hier regelmäßig Eisstockschießen oder Standlschießen statt.

## Einzelnachweise

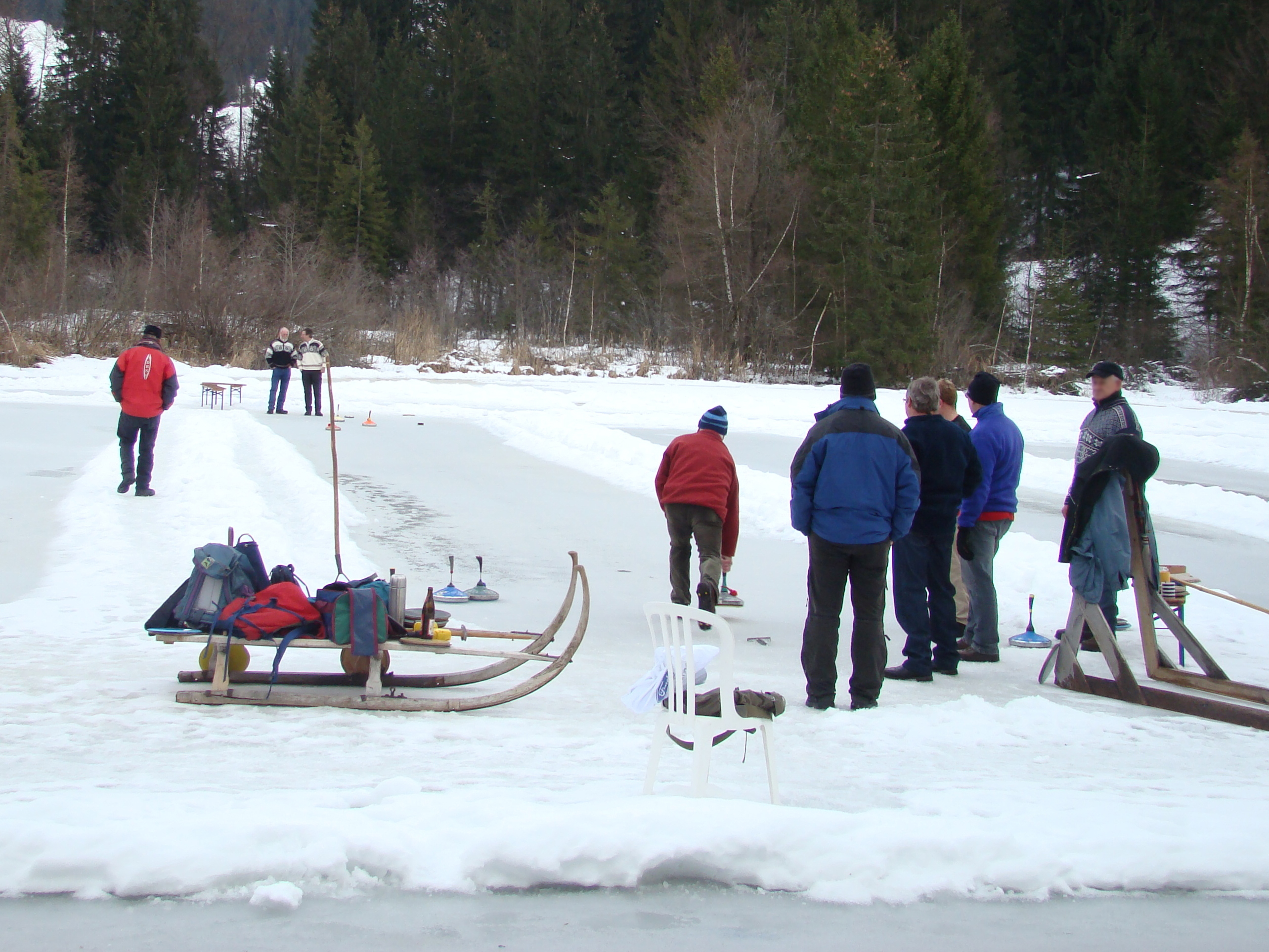
Eisstockschießen auf dem Moorweiher